# 五経正義
『五経正義』（ごきょうせいぎ）は、中国・唐の太宗の勅を奉じて、孔穎達等が太宗の貞観年間より高宗の永徽年間にかけて撰した『周易』『尚書』『毛詩』『礼記』『春秋左氏伝』の五経の疏である。180巻。

## 概要
儒教の経典を研究する経学においては、漢から魏・晋の時代には、経書の本文の「経」に対して「注」を附す形式が盛んであり、その後の南北朝時代には、その「経」と「注」の両者に対して「義疏」を附す形式が盛んであった。南朝と北朝とでは、それぞれ主に用いる注が異なっており、経学の傾向に相違があった。
唐の太宗は、経学の盛大なる様を誇示し、なおかつ南北の諸説を統一しようという意図を持って、孔穎達に代表される多くの学者を動員し、『五経義賛』を撰せしめた。これが後に改名されて『五経正義』となった。
『五経正義』の編纂過程は二段階に分かれており、まず貞観12年から14年にかけて孔穎達らが編纂を行い、その後馬嘉運らの批判を受けて、貞観16年に再度孔穎達を中心として編纂が行われた。

## 内容
『五経正義』が採用した「注」と、「疏」の作成に当たって底本とした前代の義疏は以下の通りである。
| 書名     | 経             | 注                         | 底本とした前代の義疏                                                                             |
| -------- | -------------- | -------------------------- | ------------------------------------------------------------------------------------------------ |
| 周易正義 | 周易           | 王弼注・韓康伯注           | 底本なし。褚仲都『周易講疏』、張譏『周易講疏』、周弘正『周易義疏』、何妥『周易講疏』を適宜参照。 |
| 尚書正義 | 尚書           | 偽孔安国伝                 | 劉焯『尚書義疏』、劉炫『尚書述義』                                                               |
| 毛詩正義 | 詩             | 毛亨・毛萇伝 鄭玄箋        | 劉焯『毛詩義疏』、劉炫『毛詩述義』                                                               |
| 礼記正義 | 礼記           | 鄭玄注                     | 皇侃『礼記義疏』、熊安生『礼記義疏』                                                             |
| 春秋正義 | 春秋（左氏伝） | 杜預注（『春秋経伝集解』） | 劉炫『春秋述義』、沈文阿『春秋経伝義略』                                                         |

## 編纂者
『五経正義』の編纂は、孔穎達が中心となってその任に当たったが、『五経正義』の各正義の序文には編集に協力した者のリストが付されている。以下に一覧を示す。
| 書名     | 編纂者                                       | 審定者                         |
| -------- | -------------------------------------------- | ------------------------------ |
| 周易正義 | 馬嘉運、趙乾叶                               | 蘇徳融                         |
| 尚書正義 | 王德韶、李子雲                               | 朱長才、蘇徳融、随徳蘇、王士雄 |
| 毛詩正義 | 王德韶、齊威                                 | 趙乾叶、賈普曜                 |
| 礼記正義 | 朱子奢、李善信、賈公彦、柳士宣、范義頵、張權 | 周玄逵、趙君賛、王士雄         |
| 春秋正義 | 谷那律、楊士勛、朱長才                       | 馬嘉運、王德韶、蘇徳融、随徳蘇 |

他に関与が疑われる人物として、顔師古がいる。顔師古が『正義』編纂に加わっていたことは、『貞観政要』や『旧唐書』孔穎達伝に記載されているが、上の『正義』序には顔師古への言及が全くない。

## 後世への影響
国家的な事業によって注疏が制定されたことにより、前代までの学問が集大成され、一つの成果が示されたことの意義は大きい。しかし、国家による解釈の統一によって、科挙を受験する諸生は専らこれを暗記するのみとなってしまい、かえって経学の発展が停滞してしまったという側面もある。また、唐代以前に作られた他の注や義疏のほとんどが、姿を消すという結果を招いた。
宋代になると、経・注と合刻され、『十三経注疏』に収められた。